# II. Æthelred northumbriai király
II. Æthelred, más írásmóddal Ethelred (angolszászul: ÆÞELRED EANREDING NORÞANHYMBRA CYNING), (? – 849) Northumbria királya 841-től haláláig, 844-ben megszakították uralmát.
Eanred király fiaként született, és édesapja halála után örökölte a trónt. Valószínűleg 844-ben elűzték és egy Rædwulf nevű ember lett a király, de őt még abban az évben megölték a vikingek, és így helyreállt Æthelred hatalma. Néhány évvel később meggyilkolták, halálának körülményei nem ismertek. Uralkodásának idejéből nagy számú styca (egy új fajta pénzérme) maradt fenn. A trónon Osbert követte.